# Kafr Nasih Tall Rifat
Kafr Nasih Tall Rifat (arab. كفر ناصح تل رفعت) – miejscowość w Syrii, w muhafazie Aleppo. W 2004 roku liczyła 1433 mieszkańców.